# Premier Division 1994-1995 (Irlanda)
La stagione 1994-1995 è stata la settantaquattresima edizione della League of Ireland, massimo livello del calcio irlandese.

## Classifica finale
|  | Pos. | Squadra         | Pt | G  | V  | N  | P  | GF | GS | DR  |
|  | ---- | --------------- | -- | -- | -- | -- | -- | -- | -- | --- |
|  | 1.   | Dundalk         | 59 | 33 | 17 | 8  | 8  | 41 | 25 | +16 |
|  | 2.   | Derry City      | 58 | 33 | 16 | 10 | 7  | 45 | 30 | +15 |
|  | 3.   | Shelbourne      | 57 | 33 | 16 | 9  | 8  | 45 | 32 | +13 |
|  | 4.   | Bohemians       | 53 | 33 | 14 | 11 | 8  | 48 | 30 | +18 |
|  | 5.   | St Patrick's    | 53 | 33 | 13 | 14 | 6  | 53 | 36 | +17 |
|  | 6.   | Shamrock Rovers | 51 | 33 | 14 | 9  | 10 | 45 | 36 | +9  |
|  | 7.   | Cork City       | 49 | 33 | 15 | 4  | 14 | 55 | 42 | +13 |
|  | 8.   | Sligo Rovers    | 43 | 33 | 12 | 7  | 14 | 43 | 42 | +1  |
|  | 9.   | Galway Utd      | 39 | 33 | 10 | 9  | 14 | 39 | 53 | -14 |
|  | 10.  | Athlone Town    | 32 | 33 | 6  | 14 | 13 | 31 | 44 | -13 |
|  | 11.  | Cobh Ramblers   | 26 | 33 | 5  | 11 | 17 | 29 | 51 | -22 |
|  | 12.  | Monaghan Utd    | 19 | 33 | 5  | 4  | 24 | 22 | 75 | -53 |

Legenda:

         Campione d'Irlanda e qualificata in Coppa UEFA 1995-1996
         Vincitrice della FAI Cup e qualificata in Coppa delle Coppe 1995-1996
         Qualificate in Coppa UEFA 1995-1996
         Qualificate in Coppa Intertoto 1995
         Retrocesse in First Division 1995-1996
Note:
Tre punti a vittoria, uno a pareggio, zero a sconfitta.

## Risultati

### Spareggi promozione/salvezza
|              |              |              | Città e data |
| ------------ | ------------ | ------------ | ------------ |
| Athlone Town | 0-0          | Finn Harps   | 1995         |
|              |              |              |              |
| Finn Harps   | 3-5 (d.c.r.) | Athlone Town | 1995         |

## Statistiche

### Primati stagionali
| Record - Maggior numero di vittorie: Dundalk (17) - Minor numero di sconfitte: St Patrick's (6) - Miglior attacco: Cork City (55) - Miglior difesa: Dundalk (25) - Miglior differenza reti: Bohemians (+18) - Maggior numero di pareggi: St Patrick's (14) - Minor numero di vittorie: Cobh Ramblers e Monaghan Utd (5) - Maggior numero di sconfitte: Monaghan Utd (24) - Peggiore attacco: Monaghan Utd (22) - Peggior difesa: Monaghan Utd (75) - Peggior differenza reti: Monaghan Utd (-53) |